# Guadua paraguayana
Guadua paraguayana, llamada comúnmente picana o picanilla, es una especie botánica de la subfamilia de las gramíneas Bambusoideae, que tiene su hábitat en las orillas de los ríos de las selvas tropicales y subtropicales de la Provincia fitogeográfica Paranaense.

## Distribución
Es propia de las selvas marginales del centro del Brasil, el extremo este de Bolivia, el centro del Paraguay, y el noreste de la Argentina.
- En el Brasil se distribuye en el estado de Mato Grosso del Sur, posiblemente también en el estado de Paraná.
- En el Paraguay habita por lo menos en los departamentos de Cordillera, Central.
- En la Argentina habita las costas e islas de los ríos Paraguay y Paraná en las provincias del nordeste, en el este de Formosa, del Chaco, el nordeste de Santa Fe, el oeste de Corrientes, hasta el extremo noroeste de Entre Ríos. También en el noroeste de Misiones.[1]

## Descripción
Planta rizomatosa, perenne, erecta en la base. Cañas de 3 a 6 m de altura. 
Florece una sola vez en su vida. 
Prefiere suelos areno-limosos, arcillosos, profundos; con una temperatura media anual de entre 17 y 28 Cº, una precipitación superior a 1200 mm y una humedad relativa de al menos 80 %.

## Ecología
Los tallos forman matorrales y manchas en suelos húmedos de las orillas de ríos y demás áreas bajas y húmedas. Se halla en el valle del río Paraná y su tributario, el río Paraguay.